# پایان کشیک
'پایان کشیک (به انگلیسی: End of Watch) عنوان یک فیلم مهیج-درام آمریکایی محصول سال ۲۰۱۲ به کارگردانی دیوید آیر می‌باشد. فیلم روایتی از زندگی شغلی تعدادی از افسران پلیس لس‌آنجلس در حوزه کاری لس‌آنجلس جنوبی می‌باشد.
فیلم‌نامه این اثر توسط دیوید آیر تنها در ۶ روز نوشته شد. دو بازیگر نقش‌های اصلی فیلم بالغ بر ۵ ماه در حال تعلیمات پلیسی در اداره پلیس لس‌آنجلس جهت ایفای بهتر نقش خود بودند.
این فیلم در وب‌گاه نقد فیلم راتن تومیتوس توانست ۸۵ درصد رضایتمندی را کسب کند. همچنین در وب‌گاه نقد فیلم متاکریتیک توانست امتیاز ۶۸ از ۱۰۰ را به خود اختصاص دهد. راجر ایبرت منتقد فیلم در روزنامه شیکاگو سان-تایمز به این فیلم ۴ ستاره کامل را تخصیص داد و فیلم را یکی از بهترین‌های ژانر پلیسی (به انگلیسی: Police procedural) نامید.

## خلاصه داستان
فیلم در مورد دو پلیس وظیفه‌شناسِ اداره پلیس لس‌آنجلس است که یک تیم دونفره را تشکیل داده‌اند و در شیفت شب مشغول به خدمت هستند. حوزهٔ مأموریت آنها محلهٔ جنوب مرکزی واقع در لس‌آنجلس است که سکونت‌گاه خلافکاران زیادی در زمینهٔ قاچاق انسان و قاچاق مواد مخدر می‌باشد. این دو پلیس، در خلال مأموریت‌های گشت‌زنیِ خود در جنوب لس‌آنجلس، با اتفاقات و حوادث به‌ظاهر کم‌اهمیتی برخورد می‌کنند….